# Меркуріцератопс
Меркуріцератопс (Mercuriceratops) — рід птахотазових динозаврів родини цератопсид (Ceratopsidae). Включає лише один вид Mercuriceratops gemini, відомий за своїми неповними викопними рештками. Знайдений у Канаді, описаний у 2014 році. Є найдавнішим представником хазмозаврин в Канаді.

## Етимологія
Назвали ящера на честь Меркурія — виступи на його черепі схожі на традиційні зображення крилець на шоломі цього римського бога. Типове видове ім'я gemini, тобто близнюки, теж має свою історію. Справа в тому, що науці відомо два дуже схожих один на одного примірника черепів меркуріцератопса. Один з них був знайдений в північно-західній частині американського штату Монтана у геологічному формуванні Річка Джудіт, а інший — буквально через кордон, в канадській провінції Альберта у формуванні Парк динозаврів. Американський череп музей Онтаріо купив у приватного колекціонера, а канадський відкопала і потім дослідила Сьюзен Оуен-Каген, що працює в університеті Альберти.

## Опис
Головною відмітною ознакою меркуріцератопса був величезний шийний комір, розділений на дві бічні лопаті. Меркуріцератопс мав дзьоб, як у папуги і, ймовірно, 2 довгих роги на лобі, трохи вище очей. У довжину меркуріцератопс досягав 5 метрів, а вага перевищувала 2 т. Відомий тільки двома зразками черепа. Харчувалися ці динозаври рослинами.